# Festival du film vietnamien
Le Festival du film vietnamien (vietnamien : Liên hoan phim Việt Nam) est un festival de cinéma organisé depuis 1970 au Nord-Viêt Nam, puis depuis 1977 au Viêt Nam unifié par le ministère de la Culture, des Sports et du Tourisme du Viêt Nam (vi).
Il est considéré comme l'événement majeur du cinéma vietnamien, avec des récompenses dans de nombreuses catégories allant du long métrage au documentaire, en passant par le film d'animation. Le festival se tient tous les deux ou trois ans dans différentes villes hôtes à travers le Viêt Nam,,.
Ce festival est à ne pas confondre avec le Festival international du film de Hanoï, ni avec les Cerf-volants d'or de l'Association vietnamienne du cinéma (vi).

## Histoire
Le premier Festival du film vietnamien s'est tenu à Hanoï du 18 au 25 août 1970 à l'initiative du ministère de la Culture du Nord-Vietnam sous la devise : « Pour le bien de la patrie et du socialisme - pour le développement du cinéma national. »
Le quatrième Festival du film vietnamien a eu lieu en 1977, l'année après l'unification du Nord-Vietnam avec le Sud-Viêt Nam , dans l'ancienne capitale du Sud-Viêt Nam, Saïgon, rebaptisée Hô Chi Minh-Ville en 1975 .
Les festivals ont eu lieu dans les villes vietnamiennes suivantes :
| Édition                         | Année | Ville-hôte        | Réf.   |
| ------------------------------- | ----- | ----------------- | ------ |
| 1er Festival du film vietnamien | 1970  | Hanoï             | [ 5 ]  |
| 2e Festival du film vietnamien  | 1973  | Hanoï             | [ 6 ]  |
| 3e Festival du film vietnamien  | 1975  | Haïphong          | [ 7 ]  |
| 4e Festival du film vietnamien  | 1977  | Hô Chi Minh-Ville | [ 8 ]  |
| 5e Festival du film vietnamien  | 1980  | Hanoï             | [ 9 ]  |
| 6e Festival du film vietnamien  | 1983  | Hô Chi Minh-Ville | [ 10 ] |
| 7e Festival du film vietnamien  | 1985  | Hanoï             | [ 11 ] |
| 8e Festival du film vietnamien  | 1988  | Da Nang           | [ 12 ] |
| 9e Festival du film vietnamien  | 1990  | Nha Trang         | [ 13 ] |
| 10e Festival du film vietnamien | 1993  | Haïphong          | [ 14 ] |
| 11e Festival du film vietnamien | 1996  | Hanoï             | [ 15 ] |
| 12e Festival du film vietnamien | 1999  | Hué               | [ 16 ] |
| 13e Festival du film vietnamien | 2001  | Vinh              | [ 17 ] |
| 14e Festival du film vietnamien | 2004  | Buôn Ma Thuột     | [ 18 ] |
| 15e Festival du film vietnamien | 2007  | Nam Định          | [ 19 ] |
| 16e Festival du film vietnamien | 2009  | Hô Chi Minh-Ville | [ 20 ] |
| 17e Festival du film vietnamien | 2011  | Tuy Hòa           | [ 21 ] |
| 18e Festival du film vietnamien | 2013  | Hạ Long           | [ 22 ] |
| 19e Festival du film vietnamien | 2015  | Hô Chi Minh-Ville | [ 23 ] |
| 20e Festival du film vietnamien | 2017  | Da Nang           | [ 24 ] |
| 21e Festival du film vietnamien | 2019  | Vũng Tàu          | [ 25 ] |
| 22e Festival du film vietnamien | 2021  | Hué               | [ 26 ] |
| 23e Festival du film vietnamien | 2023  | Đà Lạt            |        |

## Organisation
Le Festival du film du Vietnam est organisé en plusieurs sections :
Sélection officielle
- Compétition : films concourant pour les Lotus d'or (long métrage, direct-to-video, documentaire, film scientifique et film d'animation)
- Programme Panorama : films n'étaient pas éligibles à la compétition mais sélectionnés pour être présentés au public
- Section courts métrages
- Section des premiers films

Événements
- Semaine du film pour célébrer le Festival du film du Viêt Nam
- Séminaires : débats sur les enjeux du cinéma vietnamien contemporain
- Expositions ayant pour thème le lien entre le cinéma et la ville hôte ou un anniversaire.
- Échanges entre artistes et étudiants, public local…
- Visite des sites pittoresques de la province d'accueil

## Récompenses
Les récompenses actuellement décernées sont les suivantes :
- Lotus d'or du meilleur film (catégories long métrage, direct-to-video, documentaire, film scientifique et film d'animation)
- Lotus d'argent
- Prix du meilleur acteur
- Prix de la meilleure actrice
- Prix du meilleur acteur dans un second rôle
- Prix de la meilleure actrice dans un second rôle
- Prix du meilleur espoir
- Prix du meilleur réalisateur
- Prix du meilleur réalisateur de premier film
- Prix du meilleur scénario
- Prix de la meilleure photographie
- Prix des meilleurs décors
- Prix de la meilleure musique originale
- Prix de la meilleure ingénierie sonore
- Prix des meilleurs effets visuels
- Prix du Jury
- Prix du meilleur film de fiction (catégorie documentaire/film scientifique)
- Prix du meilleur plasticien (catégorie animation)
- Prix du meilleur artiste-interprète (catégorie animation)
- Prix du public du meilleur long métrage (Programme Panorama)
- Prix du film ASEAN :  créé en 2017 pour célébrer le 50e anniversaire de la fondation de l'Association des nations de l'Asie du Sud-Est (ASEAN).